# くりはま花の国
くりはま花の国（くりはまはなのくに）は、神奈川県横須賀市神明町にある横須賀市立の都市公園である。
都市計画に基づく名称は、久里浜緑地。
園内には色とりどりの花が咲く庭園やスポーツ施設、レストランなどが営業している。入園は無料。在日アメリカ軍の倉庫があった土地を返還後に横須賀市が「久里浜緑地」として整備した。今では年間の観光客が50万人を超える久里浜地区の一大観光スポットとなった。園内は広いうえに高低差があり徒歩での移動は大変である。そのため機関車を模した形をした「フラワーバス」があり、それを使うことによって楽に移動できる（片道大人：300円、小人：200円、障害者手帳所持者と付添人1名まで半額）。

## 主な施設

### コスモス・ポピー園
入場ゲートがら訪れた観光客を最初に出迎えるのがコスモス・ポピー園である。約23,000平方メートルの広大な敷地に春にはポピーと菜の花、秋にはコスモスが100万本以上咲く。見ごろの時期の終盤頃には無料で花をつむことが出来る。コスモス館が付属する。
「久里浜緑地コスモス・ポピー広場」で、平成8年度国土交通省手づくり郷土賞受賞。

### 冒険ランド
子供たちに人気のアスレチックや全長45メートルの滑り台。そして花の国のランドマークともいえるゴジラの滑り台が所在する（下記参照）。子供たちの遊び場として人気が高い。入口に売店がある。

#### ゴジラの滑り台
ゴジラの姿をした滑り台。全高は8.75メートル、全長は10メートル、重さ5トン。強化プラスチック製、胴体から腹の部分がしっぽの部分が滑り台となっている。
ゴジラの1作目での最初の上陸地は久里浜から近い観音崎のたたら浜であるという。この設定を記念として1958年から1973年に老朽化によって壊されるまでたたら浜にゴジラの滑り台があった。1996年頃からゴジラの滑り台の復活を望む「Gプロジェクト」が横須賀市商工会議所青年部や地元の有志を中心に始動、署名活動や寄付運動を開始した結果、1999年に誕生した。製作を担当したのはゴジラ映画を世に送り出した東宝である。身長は9メートル、全長は10メートル、重さ5トン、強化プラスチック製、胴体から腹の部分がしっぽの部分が滑り台となっている。
沿革
- 1954年 - 東宝映画ゴジラシリーズの1作目『ゴジラ』が公開された。
  - 劇中に「ゴジラは観音崎の海中を移動中」という台詞があり、観音崎がゴジラ出現の地とされる[6][7]。
- 1958年 - 観音崎のたたら浜に恐竜の姿をした滑り台が設置され地元の人から「ゴジラの滑り台」と呼ばれた[5][注釈 1]。東宝の許諾が得られなかったため、公式には「ティラノサウルス」の滑り台とされた[8]。
  - 後にたたら浜がゴジラ上陸の地という通説になった[注釈 2]。
- 1973年頃 - 老朽化により取り壊された[5]。
  - その後、たたら浜にゴジラの足跡が設置された[7]。
- 1999年11月 - ゴジラシリーズの製作会社である東宝と特技監督の川北紘一の協力を得て製作された[5]。
- 2009年 - 「ゴジラの滑り台」誕生10周年を祝う記念イベントが行われ、約2千人が集まった[9]。

ゴジラの滑り台に関連するもの
- ゴジラの足跡：観音崎公園(横須賀市鴨居4) のたたら浜に設置されている1/10縮尺の足跡のオブジェ[7]。
- ゴジラカレー：「ゴジラの滑り台」にちなんでゴジラをイメージして久里浜商店街の飲食店有志が開発した「火を吹く辛さ」が自慢の辛口カレー[10]。

### ハーブ園
沢山のハーブを広い花壇や温室で見ることができる。他の施設としてはハーブを使った足湯処（湯足里(ゆったり)）、洋風の展望台、ハーブを使ったアイスクリームを販売する売店などがある。
- くりはまkidsガーデン

アドベンチャーツリー、全長38 mのロングすべり台などがある。
- レストラン

ハーブ園の近くのレストラン『ロスマリネス』。東京湾を一望できる。遠くの房総半島の鋸山までくっきりと視認できる

### 樹木園
展望台から冒険ランドを結ぶ道の両側に身近な樹木が約2万本植栽されている。高低差があるためある程度の登る体力が必要とされる。森林浴をするにはうってつけの場所であるためハイキング気分で多くの観光客がこの道を訪れる。

### つばき園
200種300本のツバキが植栽されている。見ごろを迎える冬にはツバキの花々を立ち止まって観賞する観光客も多い。

### 芝生広場・展望台
丘陵を登ると頂上付近が開けており広場となっている。展望台からは久里浜の街や海を一望できる。

### 県木の広場
47都道府県を代表する木々が観察できる樹木園。広場の中心には「愛の鐘」と称する鐘があって訪れるアベックの人気のスポットとなっている。

### スポーツ施設
営業時間や使用料金は施設によってまちまちなため利用する前に公式ウェブサイトを閲覧するか管理者に確認するのが推奨される。
- ボルダリング場

冒険ランド内にあるスポーツ施設。小学生から利用可能。
- アーチェリー場

弓具の貸し出しは指導員のいる間のみ。こちらも初心者講習会を定期的に開催している。
- エアーライフル場

エアーライフルの射撃場、利用者は銃刀法によって銃の所持の許可を得ている者のみ。初心者は銃刀法に触れないビームライフルを使用することができる。
- 花の国プール

25メートルが7コース。幼児、訓練者用の短いコースが4コースある。その他に温水訓練施設やトレーニングルーム、懇談所がある。

### アクセス
- 横須賀線久里浜駅・京急久里浜線久里浜駅から徒歩15分。或いは京浜急行バス「尻摺坂下」下車8分。
- 自動車の場合は第一駐車場、第二駐車場、パークゴルフ駐車場（いずれも有料）を利用できる。

## 周辺施設
- 久里浜テクノパーク
- 久里浜商店街
- 久里浜港
- ペリー公園

## ギャラリー

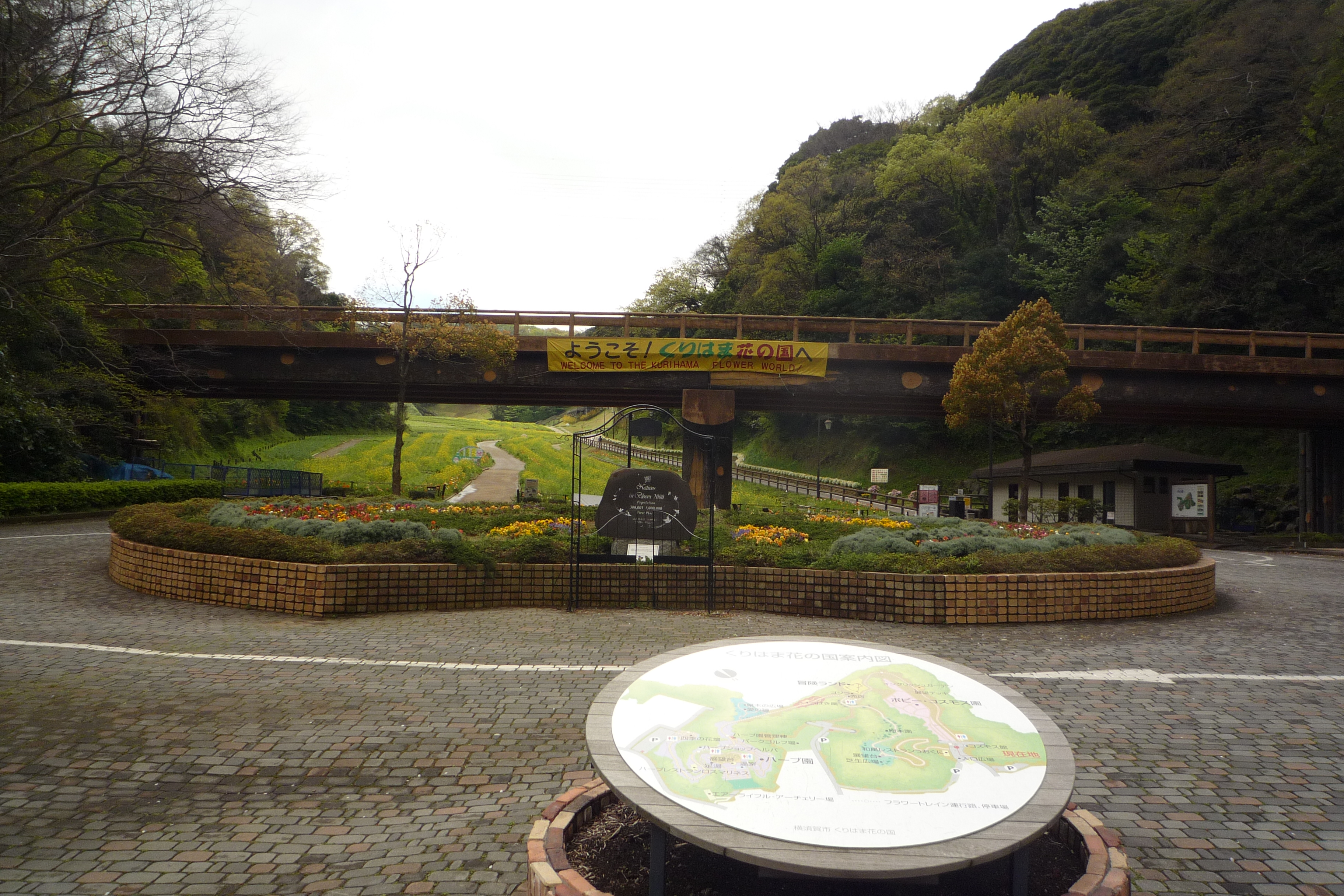
くりはま花の国入口
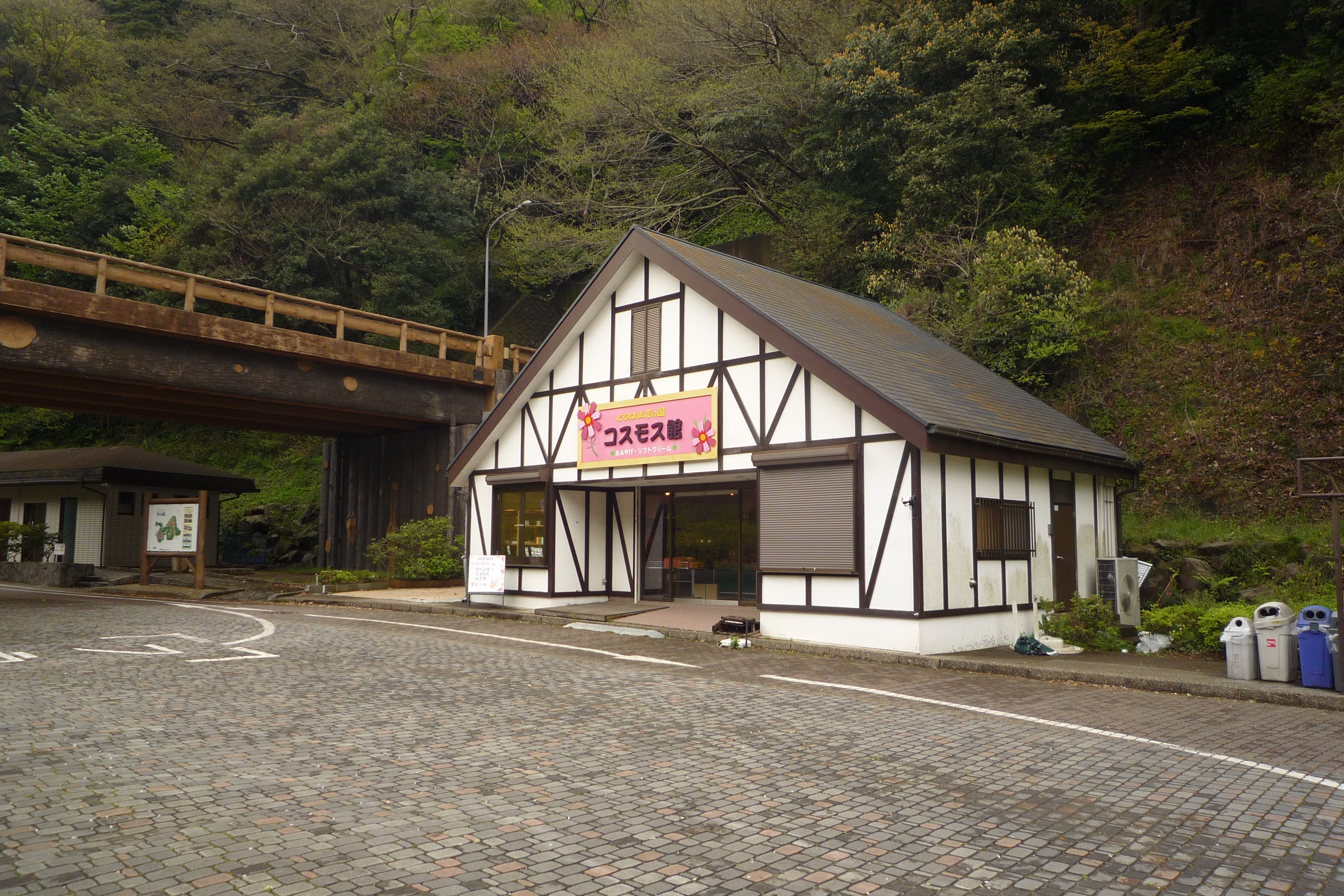
コスモス館
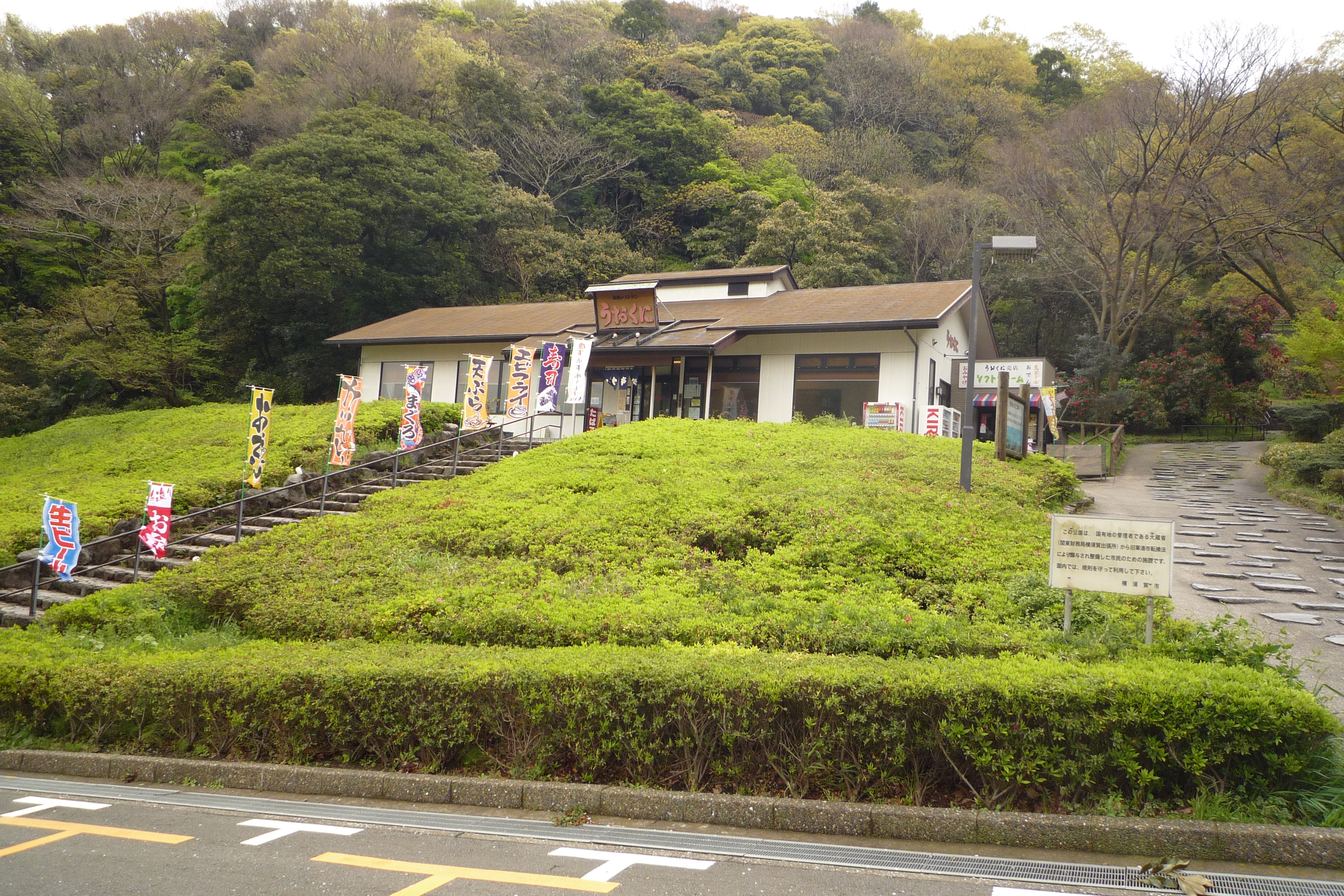
くりはま花の国のレストラン、うおくに
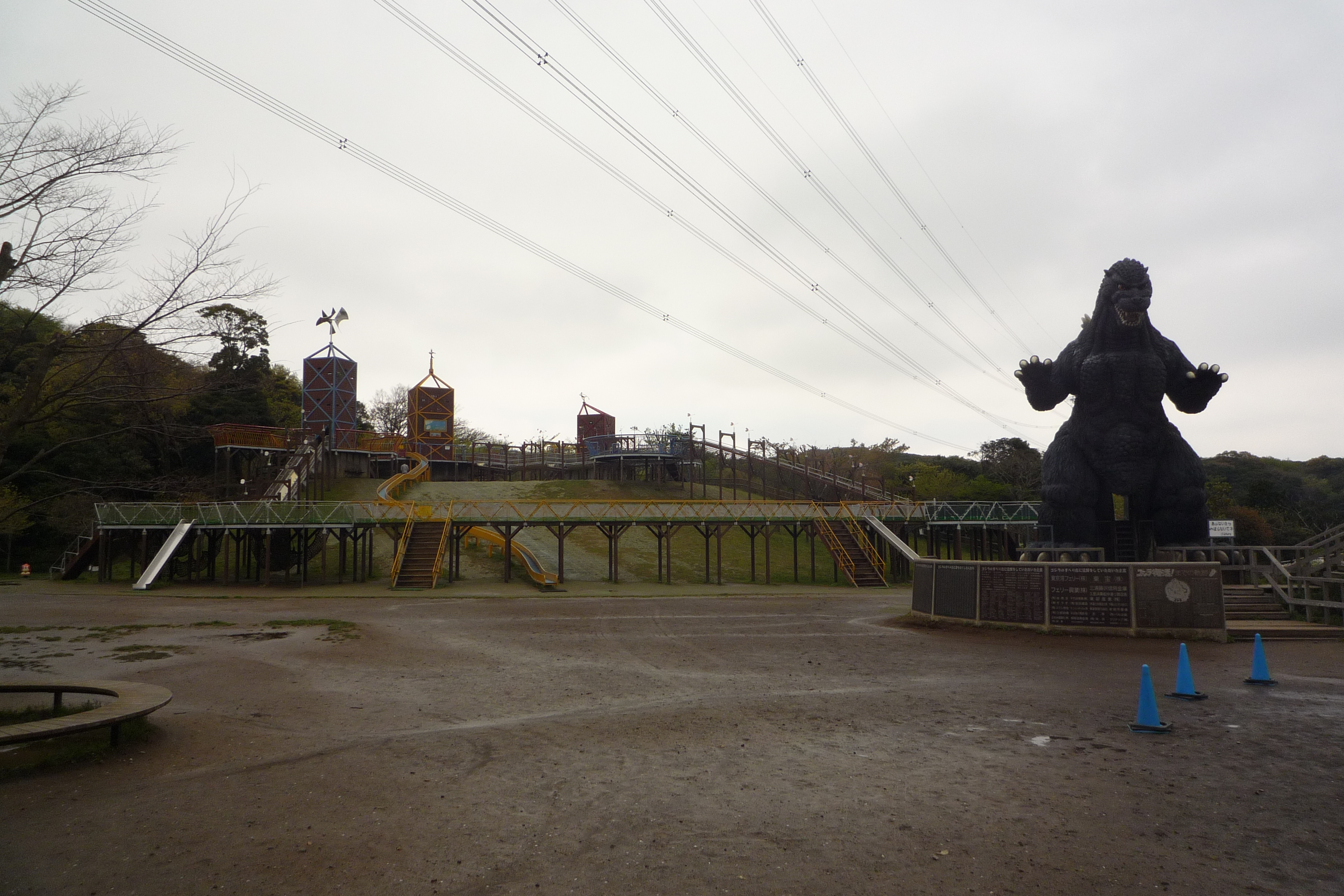
冒険広場とゴジラの滑り台
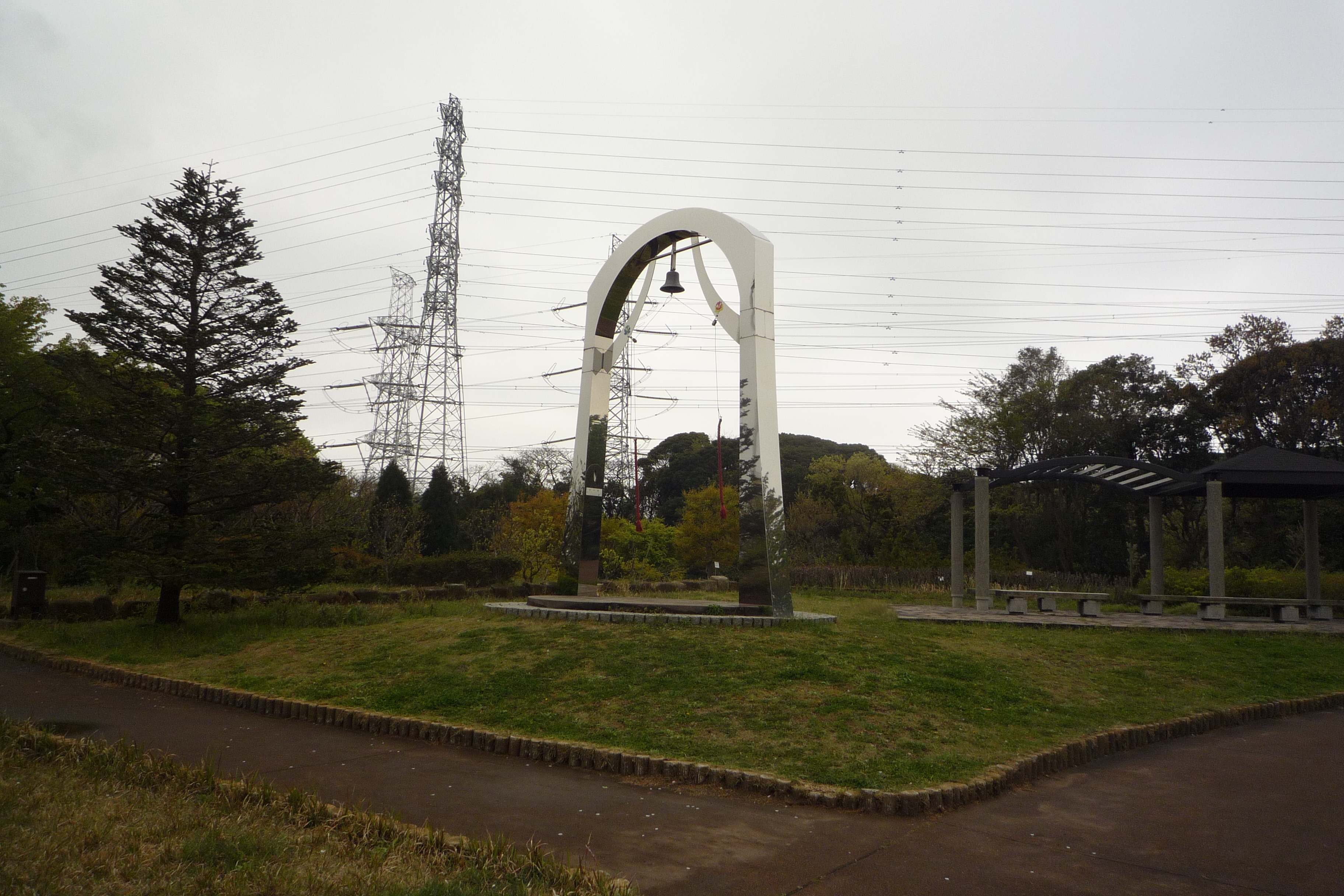
愛の鐘
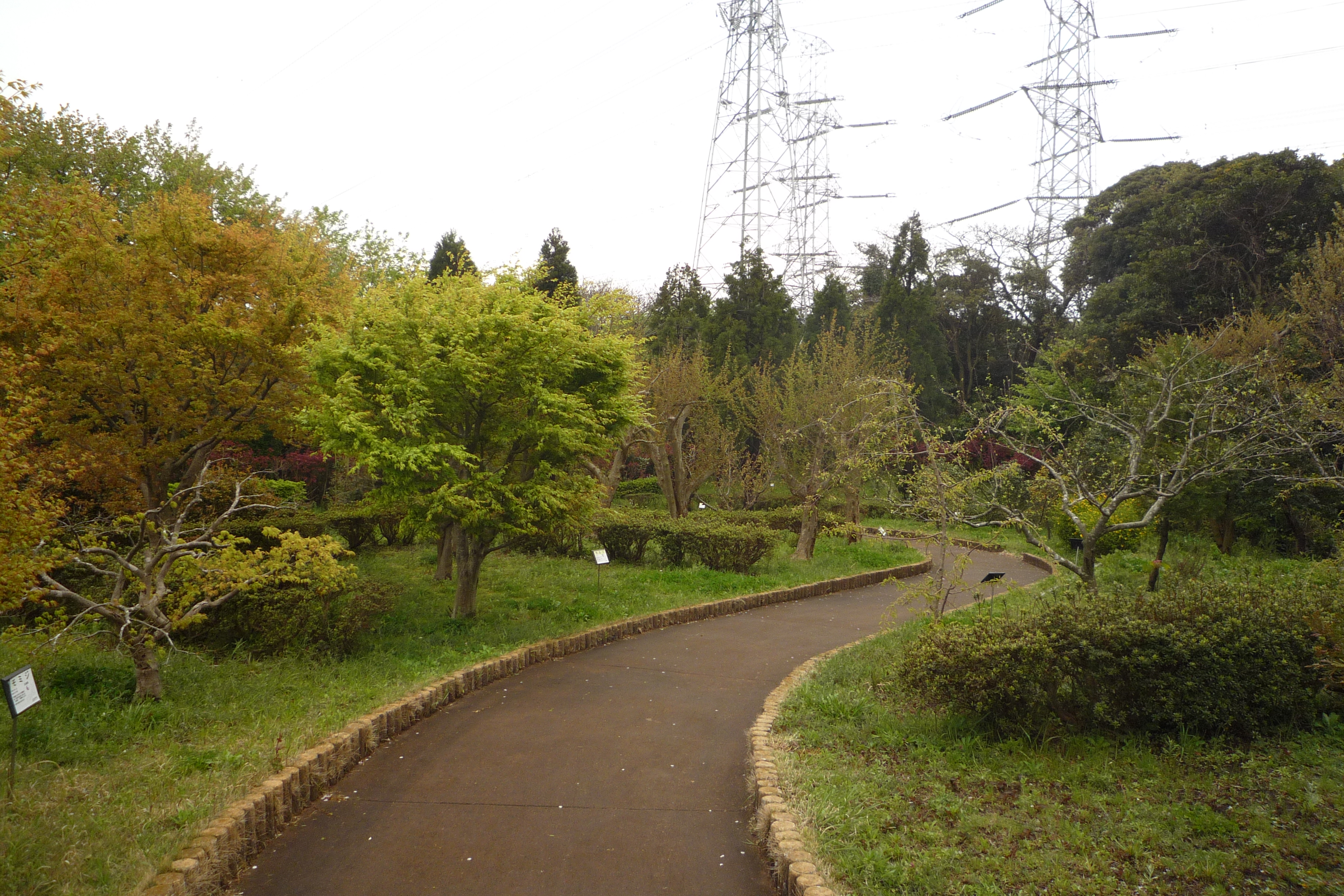
県木の広場
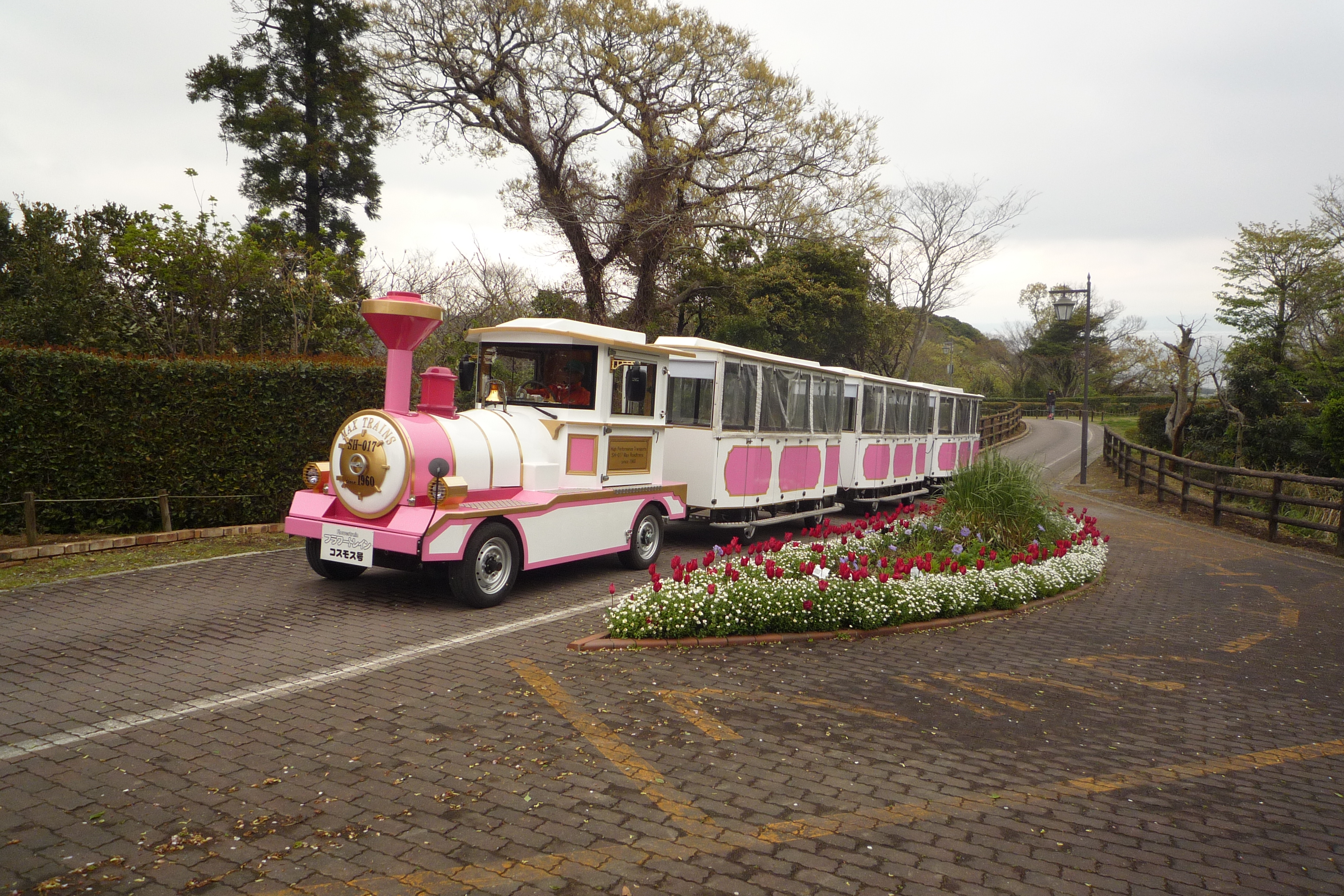
フラワートレイン
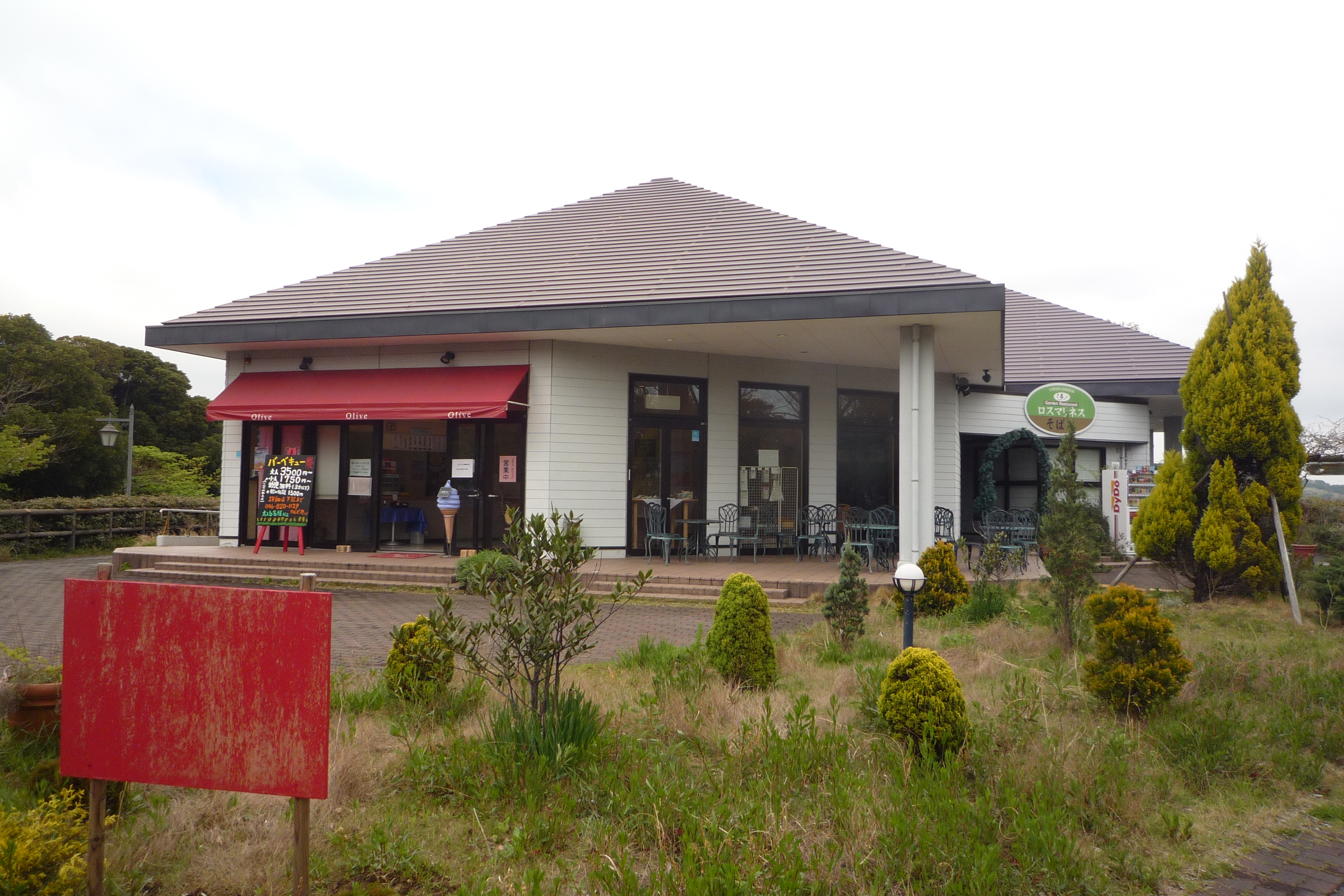
レストラン棟
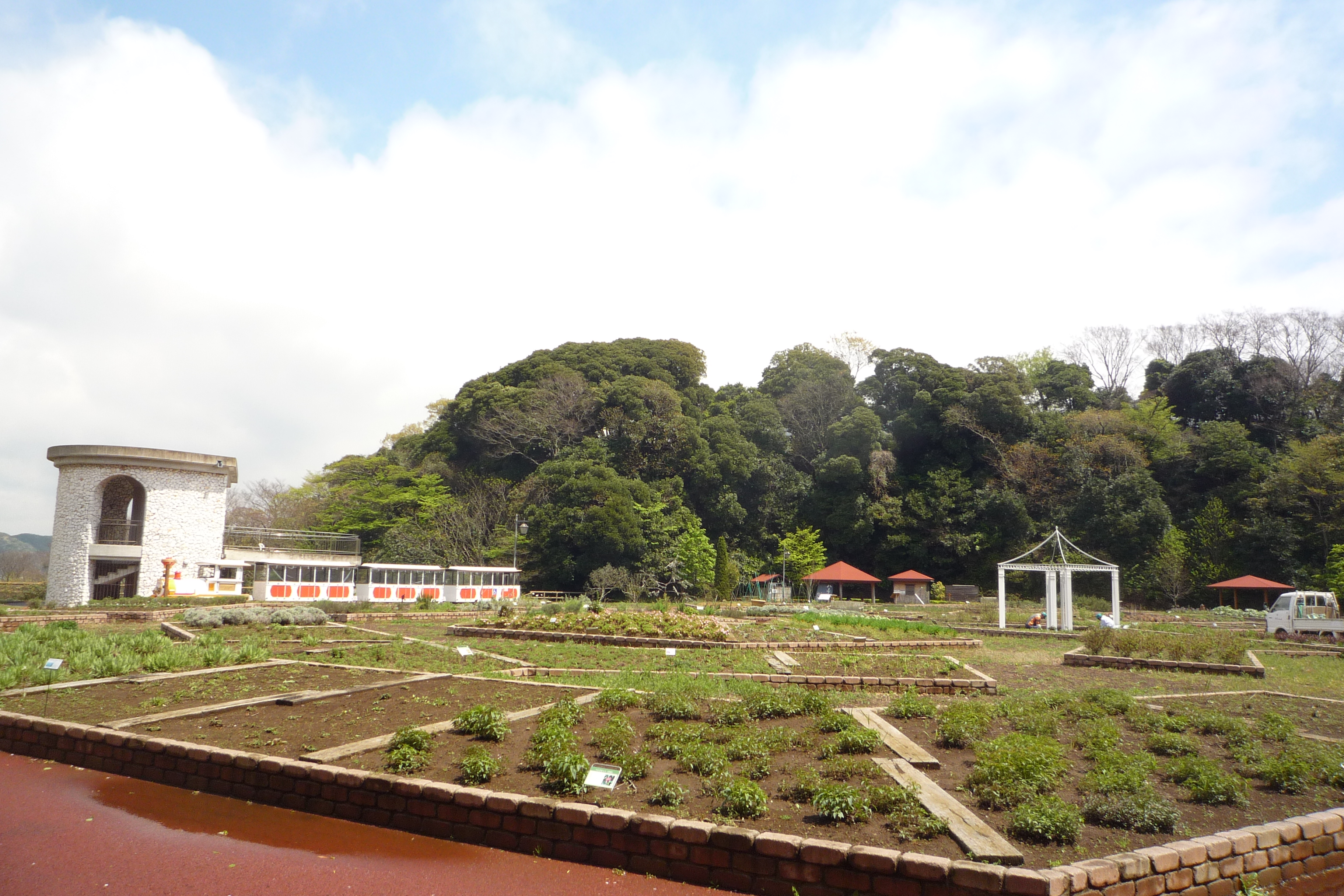
ハーブ園（奥の施設は展望台）
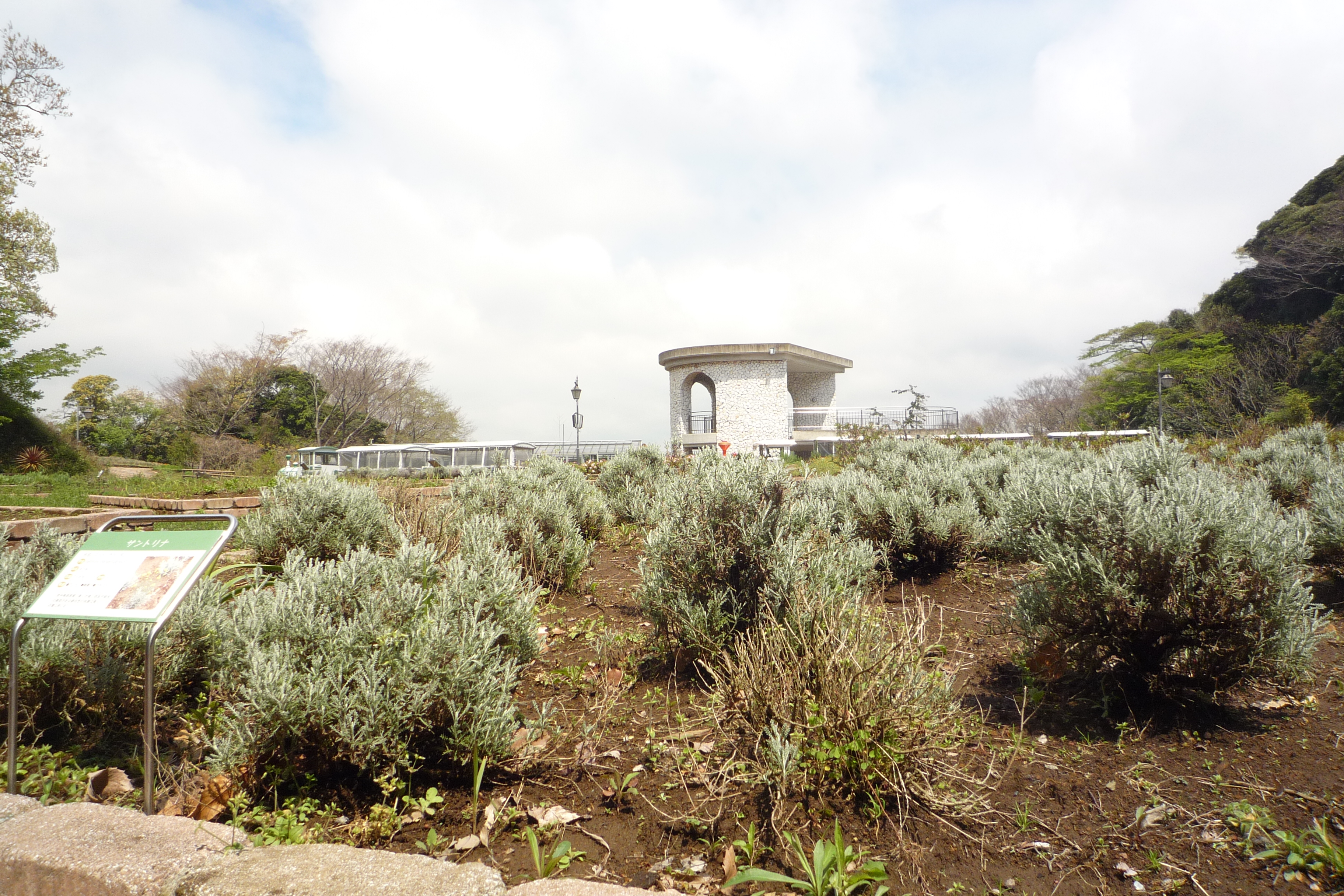
ハーブ園
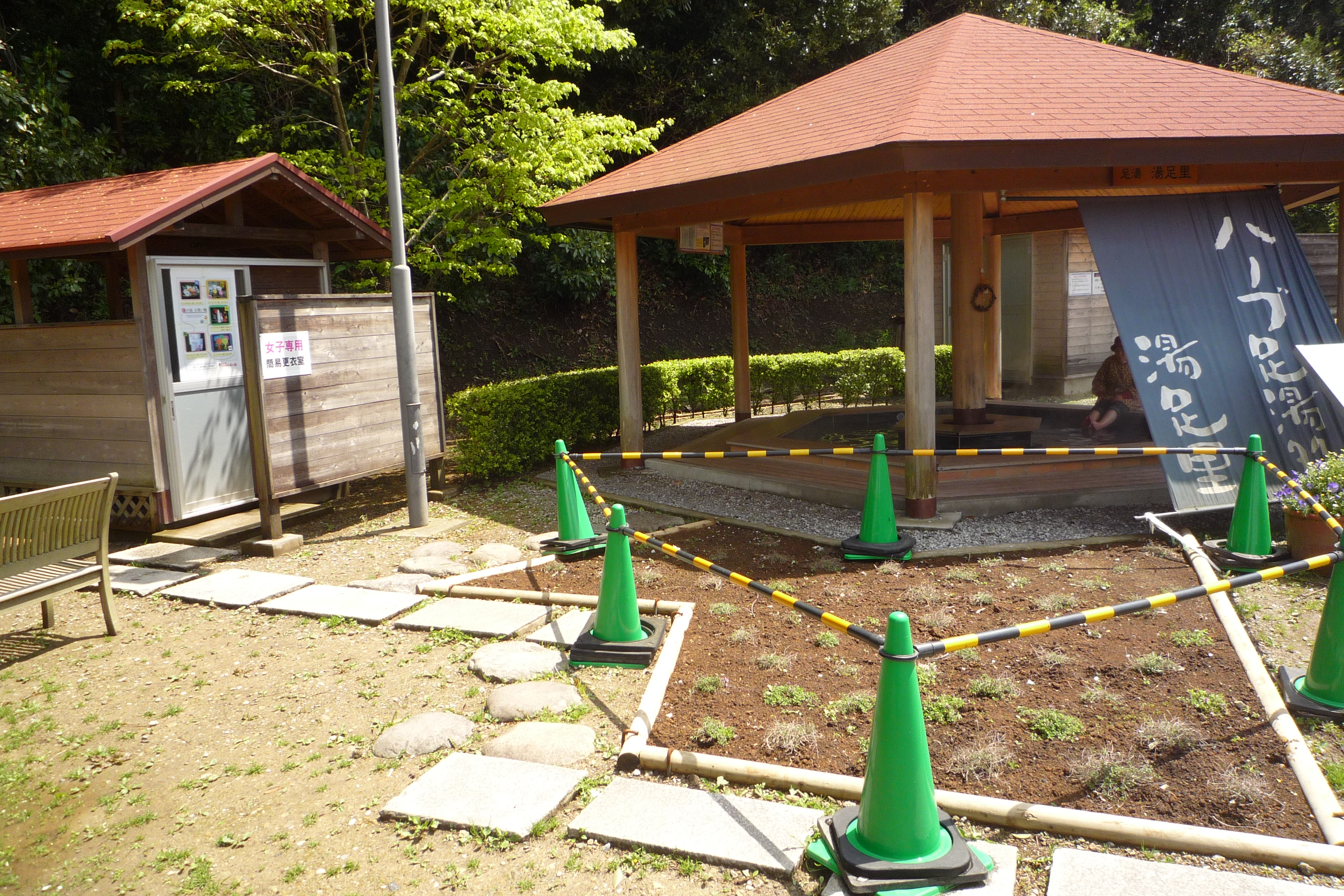
ハーブ園内の足湯